# Holcosus undulatus

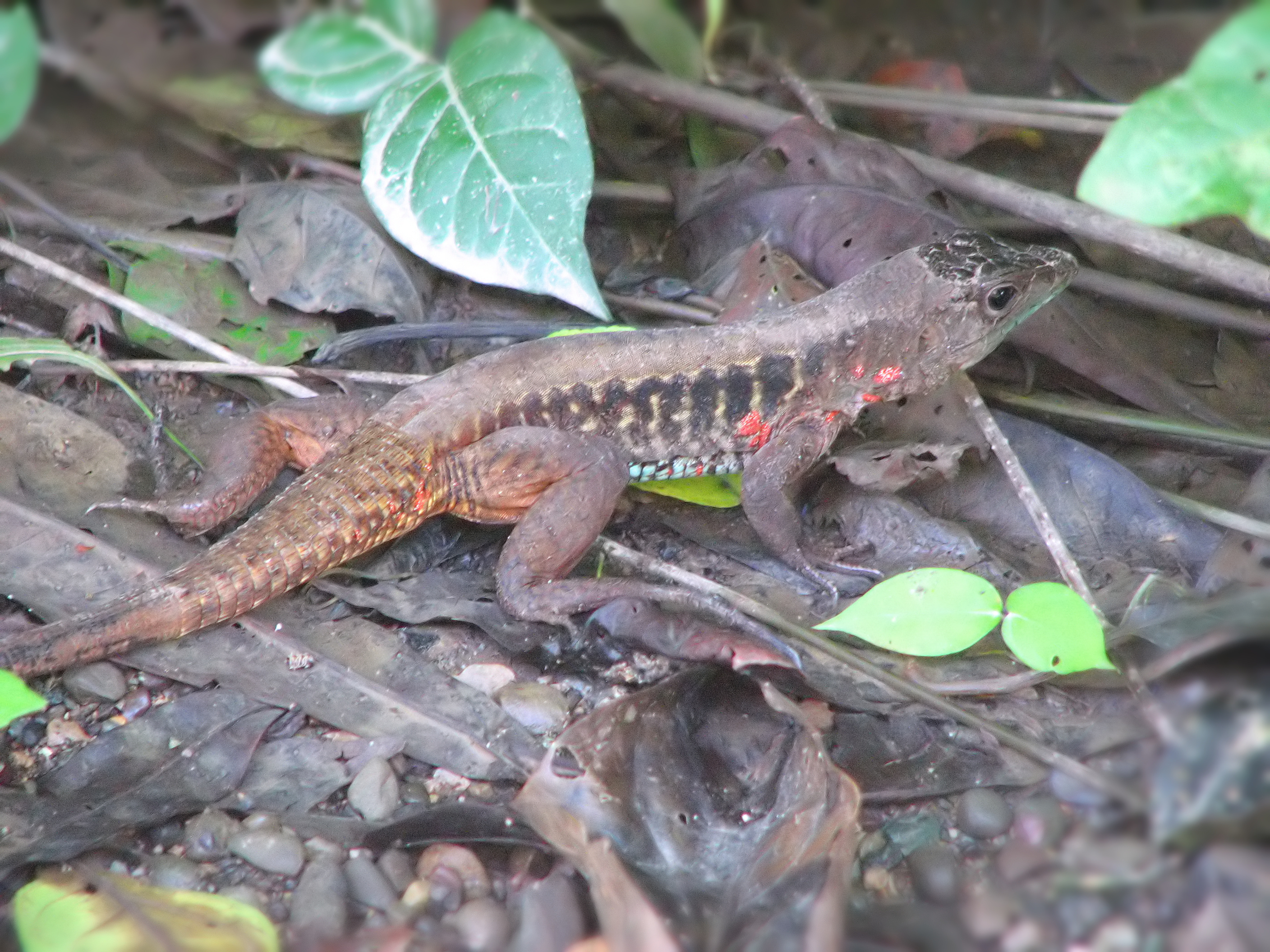
H. undulatus

La ameiva arcoíris,  también conocida como lagartija arcoíris, ameiva metálica o lagartija metálica,  (Holcosus undulatus) es una especie de lagarto que pertenece a la familia Teiidae (cuijes, huicos y parientes,). La lagartija arcoíris es nativa de Costa Rica, Nicaragua, Honduras, El Salvador, Guatemala, Belice, y el México neotropical. En México se le ha observado principalmente en la planicie costera del Golfo, en la vertiente del Pacífico (desde el sur de Sinaloa hasta Chiapas) y en la península de Yucatán. Su hábitat se compone de bosque húmedo y muy húmedo tropical y subtropical; prefiere áreas abiertas, incluyendo el borde de bosques, plantaciones, pastizales, y jardines. Su rango altitudinal oscila entre 0 y 1,500 m s. n. m.. La IUCN 2019-1 la considera como de preocupación menor. Es una especie terrestre y diurna que a menudo busca sus presas en la hojarasca. 

## Taxonomía
Se reconocen las siguientes subespecies:
- Holcosus undulatus amphigrammus (Smith & Laufe, 1946)
- Holcosus undulatus dextrus (Smith & Laufe, 1946)
- Holcosus undulatus gaigeae (Smith & Laufe, 1946)
- Holcosus undulatus hartwegi (Smith, 1940)
- Holcosus undulatus miadis (Barbour & Loveridge, 1929)
- Holcosus undulatus parvus (Barbour & Noble, 1915)
- Holcosus undulatus podarga (Smith & Laufe, 1946)
- Holcosus undulatus pulcher (Hallowell, 1861)
- Holcosus undulatus sinistra (Smith & Laufe, 1946)
- Holcosus undulatus stuarti (Smith, 1940)
- Holcosus undulatus thomasi (Smith & Laufe, 1946)
- Holcosus undulatus undulatus (Wiegmann, 1834)